# Loreo

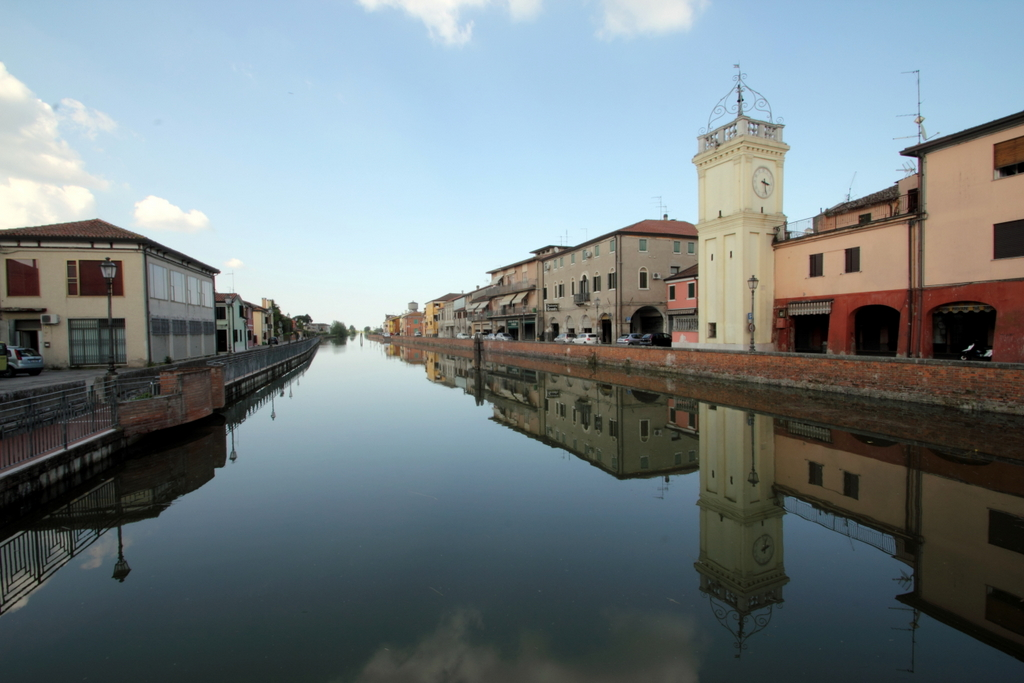
Loẻo.

Loreo là một đô thị ở tỉnh Rovigo ở vùng Veneto của Ý, có khoảng cách khoảng 40 km về phía nam của Venezia và khoảng 35 km về phía đông của Rovigo. Tại thời điểm ngày 31 tháng 12 năm 2004, đô thị này có dân số 3.873 người và diện tích là 39,6 km².
Đô thị Loreo có các frazioni (các đơn vị cấp dưới, chủ yếu là các làng) Ca'Negra, Canalvecchio, Cavanella Po, Pilastro, Retinella, Sostegno, và Tornova.
Loreo giáp các đô thị: Adria, Cavarzere, Chioggia, Porto Viro, Rosolina, Taglio di Po.